# Giovanni Bellini
Giovanni Bellini (født ca. 1430 i Venedig, død 29. november 1516 i Venedig) var en italiensk maler. Han tilhørte en kendt malerfamilie og var søn af Jacopo Bellini. Han var blandt andre i lære hos svogeren Andrea Mantegna i Padova.
Bellini regnes for en fremstående maler i den tidlige renæssance i Norditalien. Til hans skole hørte en række berømte malere, som Giorgione og Tizian.

## Galleri
- Fremvisningen i templet, (detalje; se også fuld version)
- Giovanni Bellini, Den døde Kristus med tornekrone, fra starten af 1500-tallet